# Kaloula nonggangensis
Kaloula nonggangensis es una especie de anfibio anuro de la familia Microhylidae.

## Distribución geográfica
Esta especie es endémica de Guangxi en China.

## Etimología
El nombre de su especie, compuesto de nonggang y el sufijo latín -ensis, significa "que vive, que habita", y le fue dado en referencia al lugar de su descubrimiento, la Reserva Natural Nacional de Nonggang.

## Publicación original
- Mo, Zhang, Zhou, Chen, Tang, Meng & Chen, 2013 : A new species of Kaloula (Amphibia: Anura: Microhylidae) from southern Guangxi, China. Zootaxa, n.º 3710, p. 165-178.[4]